# Emilio Massera

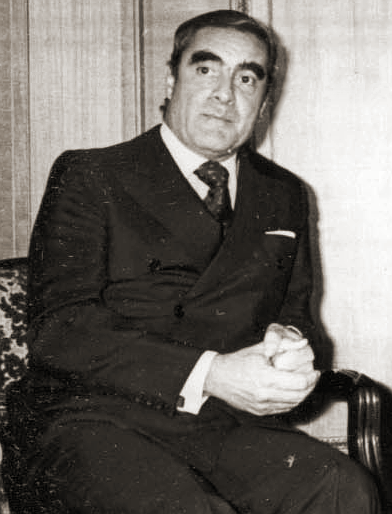
Emilio Massera

Emilio Eduardo Massera Padula (* 19. Oktober 1925 in Paraná; † 8. November 2010 in Buenos Aires) war ein argentinischer Admiral und von 1976 bis 1978 eines der führenden Mitglieder der argentinischen Militärjunta. Er gilt als einer der Hauptverantwortlichen für die operative Durchführung der massiven Menschenrechtsverletzungen während der Militärherrschaft, denen bis zu 30.000 Menschen zum Opfer fielen.

## Militärischer Aufstieg
Emilio Massera trat im Alter von 17 Jahren in die Marineschule ein. Anschließend studierte er an der US-Militärakademie School of the Americas und am Inter-American Defense College in Washington, D.C. Nach seiner Rückkehr nach Argentinien machte er rasch Karriere in der Militärhierarchie. 1974 ernannte ihn Präsident Juan Domingo Peron zum Admiral.
Nachdem das Militär am 24. März 1976 gegen Isabel Perón geputscht hatte, war Massera bis zum 16. September 1978 Mitglied der Militärjunta zusammen mit Jorge Videla und Orlando Agosti.

## Weltbild
Massera berief sich auf die militante Verteidigung konservativer „christlicher Werte“ und war einer der führenden Verfechter des „schmutzigen Krieges“ nach französischem Vorbild. Mit Hilfe meist in zivil agierender Militär- und Geheimdienstmitarbeiter entführte und ermordete die Diktatur die Mitglieder und mutmaßlichen Sympathisanten der Guerillagruppen Montoneros und ERP sowie eine große Zahl Unbeteiligter. Sie vernichtete so den linken, revolutionären Flügel der traditionellen peronistischen Bewegung. Später weitete sich die Verfolgung auf beinahe jegliche politische Dissidenten aus. Im Jahr 1977 erklärte der Admiral:

„Die aktuelle Krise der Menschheit ist drei Männern geschuldet: Zum Ende des 19. Jahrhunderts veröffentlichte Marx die drei Bände seines Kapitals und säte mit ihnen Zweifel an der Unverletzlichkeit des Eigentums; Anfang des 20. Jahrhunderts wurde die geheiligte Intimsphäre des Menschen angegriffen durch Freud mit seinem Buch die Traumdeutung, und schließlich hat Einstein 1905 mit seiner Relativitätstheorie die statische Vorstellung von der Materie und ihrem Untergang untergraben.“

## Bedeutung in der Junta

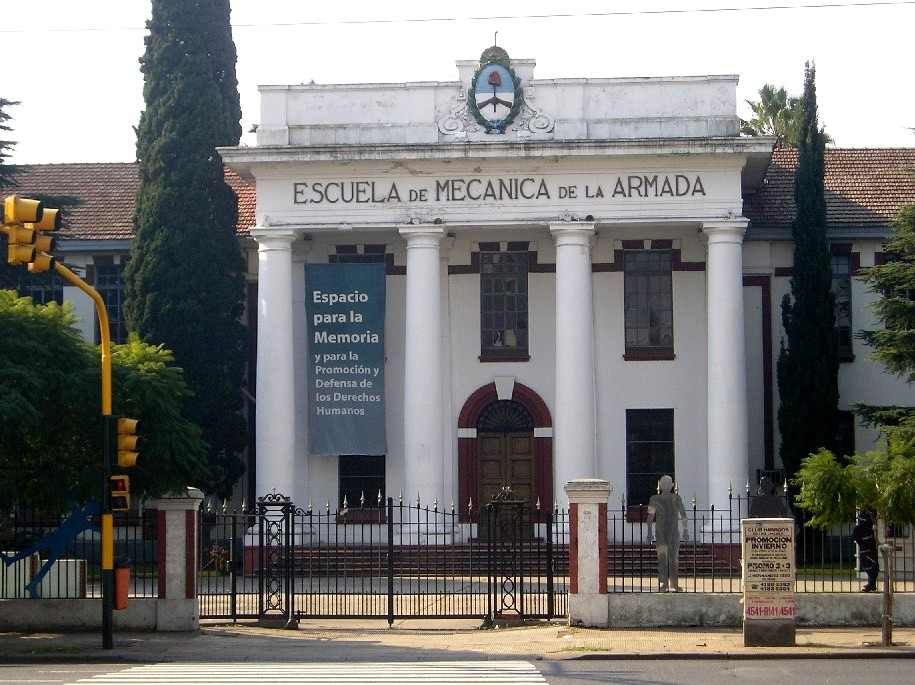
Das Hauptportal der ESMA, in der während der Diktatur etwa 5000 Menschen gefoltert und ermordet wurden. Sie gehörte zu Masseras Befehlsbereich.

Massera war Oberkommandierender der Marine und setzte sich dafür ein, dass die Marine gegenüber den anderen Streitkräften nach der Machtübernahme nicht benachteiligt wurde, was de facto dazu führte, dass Argentinien durch eine Junta und nicht einen einzelnen Diktator regiert wurde.
Als Oberkommandeur der Marine war er verantwortlich für die berüchtigte Marineschule Escuela de Mecánica de la Armada (ESMA), eines der Zentren rechtswidriger Inhaftierung. Er vergewisserte sich persönlich über das Funktionieren dieser Foltereinreichtung. Rund 5.000 Personen wurden dort gefoltert und ermordet, darunter auch Ausländer. Insgesamt starben bis zu 30.000 Gegner der Militärdiktatur während der Junta-Herrschaft von 1976 bis 1983.
Massera traf sich mehrfach mit dem damaligen Leiter des Jesuitenordens in Argentinien, Jorge Mario Bergoglio, dem heutigen Papst Franziskus, der beschuldigt wurde, in die Verhaftung zweier Jesuiten und deren Inhaftierung in der ESMA verwickelt gewesen zu sein, siehe Der Fall Jalics und Yorio.
Während seines Miwirkens an der Militärjunta rivalisierte Massera mit dem Oberbefehlshaber der Streitkräfte und De-Facto-Präsidenten Jorge Rafael Videla. Dabei zeigte er sich als Hauptvertreter der sogenannten línea dura, der harten Linie, die vergleichsweise skrupelloser als die „línea blanda“ (weiche Linie) um Videla und Viola war, und eine längere Militärdiktatur anstrebte.
Massera war auch der Netzwerker der Junta. Mithilfe von Licio Gelli, einem ehemaligen Verbindungsoffizier Mussolinis, wurde er zum Mitglied der konspirativen, später verbotenen italienischen Freimaurerloge Propaganda Due (P2). Es gelang ihm dadurch, das US-Waffenembargo zu umgehen und in Vorbereitung auf den Falklandkrieg Militärausrüstung und Bewaffnung für die Junta im Wert von 6 Mrd. US-Dollar im Ausland zu beschaffen.
Es gibt die Gerüchte, dass er 1978 ein Geheimtreffen mit Mario Firmenich, dem Exil-Chef der von der Diktatur bekämpften Guerillagruppe Montoneros in der argentinischen Botschaft in Paris organisiert habe, mit dem Ziel diese auf eine „katholische nationale Allianz“ einzuschwören. Einige Zeitzeugen erklären damit den kompletten Zusammenbruch der anlässlich der Fußball-Weltmeisterschaft 1978 geplanten Gegenoffensive der Montoneros und deren sofortige Verhaftung noch vor ihrem Grenzübertritt nach Argentinien. Die einzige Zeugin dieser Treffen, die Botschaftsangestellte Elena Holmberg, wurde nach Buenos Aires zurückberufen, am 20. Dezember 1978 entführt und wenige Tage später tot im Hafenbecken der Stadt aufgefunden.
1979 wurde Massera auf seiner Position in der Junta durch den Admiral Armando Lambruschini ersetzt.
Gegen Ende der Militärdiktatur, als ein Übergang in die Demokratie bereits abzusehen war, gründete Massera die Partido para la Democracia (Partei für Demokratie) und offenbarte sein Interesse, demokratisch gewählter Präsident zu werden.

## Strafverfolgung, Krankheit und Tod
Im Juni 1983, noch während der Militärdiktatur, wurde er im Fall "Fernando Branca" festgenommen, bei dem es um einen von ihm beauftragten Mord an einem Geschäftspartner ging. Der Fall endete ohne Ergebnis.
Im Verfahren gegen die Juntas wurde Massera 1985 wegen Mordes, Folterung, Freiheitsberaubung und Raub zu lebenslanger Haft und zum Verlust seines militärischen Rangs verurteilt. Ende 1990 wurde er im Zuge der Amnestie von Präsident Carlos Menem zugunsten von Mitgliedern der Militärregierung begnadigt. 1998 wurde er erneut angeklagt und inhaftiert, unter der Anklage, Babys von verschleppten Regimegegnern geraubt zu haben. Dieses Delikt fiel nicht unter die Amnestie von 1990. Später wurde die Haft durch Hausarrest ersetzt.
2005 erlitt Massera ein Hirn-Aneurysma und war seitdem verhandlungsunfähig. Dies bewahrte ihn vor weiterer juristischer Verfolgung, als 2007 die Menem’sche Generalamnestie annulliert wurde und 2010 durch den Obersten Gerichtshof Argentiniens die 1985 verhängten Urteile bestätigt wurden. Neben dem Verfahren in Argentinien waren Auslieferungsbegehren seitens Spanien, Frankreich, Deutschland und Italien anhängig; diese Länder warfen ihm vor, für die Verschleppung und Ermordung von Staatsangehörigen während seiner Zeit in der Militärregierung verantwortlich zu sein.
Emilio Massera starb 2010, kurz nach Bestätigung seiner Verurteilung von 1985, im Marinehospital von Buenos Aires an einer Hirnblutung.